# Joaquim Giovanni Mol Guimarães
Joaquim Giovanni Mol Guimarães (ur. 6 stycznia 1960 w Ponte Nova) – brazylijski duchowny katolicki, biskup koadiutor Santos od 2025.

## Życiorys
Wstąpił do zgromadzenia salezjanów i w tymże zakonie złożył profesję 31 stycznia 1986. Święcenia kapłańskie przyjął 16 lipca 1988. W 1992 opuścił zakon i otrzymał inkardynację do archidiecezji Belo Horizonte. Był wykładowcą w wielu instytutach diecezjalnych i zakonnych, proboszczem parafii w Belo Horizonte oraz wicerektorem katolickiego uniwersytetu w tymże mieście.
11 lutego 2006 papież Benedykt XVI mianował go biskupem pomocniczym archidiecezji Belo Horizonte oraz biskupem tytularnym Galtellì. Sakry biskupiej udzielił mu 25 marca 2006 arcybiskup Walmor Oliveira de Azevedo.
24 lutego 2025 papież Franciszek mianował go biskupem koadiutorem diecezji Santos.